# Ms. Pac-Man (personaje)
Ms. Pac-Man es un personaje del videojuego de 1982 del mismo nombre, aunque originalmente era un personaje llamado Anna en un videojuego planificado Crazy Otto, que se convirtió en Ms. Pac-Man después de que el distribuidor de Pac-Man, Midway Games, adquiriera los derechos. Este personaje, también rehecho en Ms. Pac-Man, fue sugerido para ser la estrella por un representante de Midway. Originalmente se llamaba Miss Pac-Man, aunque esto fue cambiado para evitar que implicara que tuvo a su hijo fuera del matrimonio.
Si bien ha aparecido en varios juegos a lo largo de los años, dejó de aparecer en los juegos de Pac-Man luego de un relanzamiento en el Museo Pac-Man de 2014 debido a lo que se cree que es una disputa legal entre el propietario de los derechos de regalías, AtGames, y el creador de Pac-Man, Bandai Namco. En una nueva versión de Pac-Man World, fue reemplazada por un personaje llamado Pac-Mom, lo que ha sido criticado por algunos críticos, quienes creyeron que era un borrado de la historia de los juegos. Se la ha considerado uno de los primeros y más emblemáticos personajes femeninos de la historia de los videojuegos, aunque ha sido criticada por su diseño, sugiriendo que la tendencia a representar a los personajes femeninos como derivados de un personaje masculino era reductiva.

## Concepto y creación
Ms. Pac-Man se originó en el videojuego de 1982 del mismo nombre, que comenzó como un juego diferente titulado Crazy Otto antes de convertirse en una versión modificada de Pac-Man después de que el distribuidor estadounidense de Pac-Man, Midway Games, comprara Crazy Otto. Fue desarrollado por General Computer Corporation (GCC) y distribuido por Midway Games. En un principio, estaba previsto que se llamara Super Pac-Man, pero finalmente se le dio el título de Ms. Pac-Man. Un empleado de marketing de Midway, Stan Jarocki, exclamó que Ms. Pac-Man fue creada para agradecer a las jugadoras de arcade por jugar Pac-Man. Según se informa, Namco, el editor de Pac-Man, no estaba contento con la existencia de Ms. Pac-Man, y puso fin a su acuerdo de distribución con Midway en 1984, antes de obtener los derechos del nombre Ms. Pac-Man, aunque GCC retuvo las regalías del juego y la marca Ms. Pac-Man. Sin embargo, uno de los diseñadores, Steve Golson, argumentó que el desagrado de Namco por el juego era un rumor, afirmando que Namco había estado involucrado desde que Midway se involucró. Los derechos de regalías fueron posteriormente adquiridos por AtGames a GCC en 2019, lo que resultó en una demanda por parte de Bandai Namco (anteriormente Namco) que se resolvió en 2020.
Ms. Pac-Man fue creada después de que un empleado de marketing de Midway, Stan Jarocki, sugiriera convertir al personaje femenino de Crazy Otto, Anna, en el personaje principal, como parte del cambio a Ms. Pac-Man. Inicialmente pensada para llamarse Pac-Woman, más tarde se consideró que se llamaría "Miss Pac-Man". Como los desarrolladores incluyeron un personaje de Pac-Man bebé, no quisieron sugerir que la Sra. Pac-Man tenía un hijo fuera del matrimonio, y entonces decidieron llamarla Ms. Pac-Man (lo cuál haría referencia a su condición de casada). Inicialmente fue diseñada con cabello rojo, aunque el entonces presidente de Namco, Masaka Nakamura, les pidió que en su lugar le dieran un moño y un lunar.
Ms. Pac-Man, así como su juego homónimo, han sido objeto de disputas legales, ya que AtGames no pudo fabricar un mini gabinete arcade de Ms. Pac-Man debido a que Bandai Namco se negó a aprobarlo, con especulaciones de que no querían que AtGames recibiera regalías. En un relanzamiento de Pac-Land bajo la marca Arcade Archives, la Ms. Pac-Man fue eliminada y reemplazada por un personaje llamado Pac-Mom. Se cree que esto se debe a una disputa legal sobre el uso del personaje. Más tarde fue eliminada de Pac-Man Museum+ y de la nueva versión de Pac-Man World, y en ambos casos fue reemplazada por Pac-Mom. Ms. Pac-Man todavía aparecía en Pac-Man Arrangement '05, un juego incluido en Pac-Man Museum Plus después de estas actualizaciones.

## Apariciones
Ms. Pac-Man aparece por primera vez en el videojuego del mismo nombre en 1982, donde es su protagonista, encargada de comer bolitas mientras esquiva fantasmas, similar a la jugabilidad del Pac-Man original. Se la retrata conociendo y enamorándose de Pac-Man antes de tener un hijo con él en los intermedios. Este juego ha sido objeto de múltiples relanzamientos en diferentes plataformas. Hace breves apariciones en Pac-Land (1984) y Pac-Man World (1999).
En 2000, Ms. Pac-Man protagonizó Ms. Pac-Man Maze Madness, un juego de acción y rompecabezas en 3D con vista de arriba hacia abajo. La secuela de Pac-Man: Adventures in Time, titulada Ms. Pac-Man: Quest for the Golden Maze, se lanzó en 2001. Ms. Pac-Man es también un personaje jugable en Mario Kart Arcade GP (2005), Pac-Man World Rally (2006) y Sonic Dash (2013). Su última aparición reportada en un relanzamiento de Pac-Man fue en el lanzamiento de Pac-Man Museum en 2014, y no apareció en entregas posteriores debido a problemas legales.
Como parte de la concientización sobre el cáncer de mama, Bandai Namco llevó a cabo una campaña de lazo rosa de Ms. Pac-Man, donde los jugadores podían comprar un laberinto rosa en varios juegos de Pac-Man en teléfonos móviles, y todas las ganancias se destinaban a la Fundación Nacional del Cáncer de Mama.

## Recepción
Se ha considerado a Ms. Pac-Man como el primer personaje femenino principal en un videojuego, aunque la escritora de Polygon, Patricia Hernández, argumentó que no era una "persona real" y que no tener su propio nombre la descalificaba, un sentimiento compartido por el escritor de GamesRadar+, Dustin Bailey. Una escritora de Polygon dijo que la presentación "simplista y estereotipada" de Ms. Pac-Man limitó su apreciación del personaje como la primera representación jugable de una mujer, aunque reconoció que las limitaciones técnicas jugaron un papel en su diseño abiertamente femenino. Sin embargo, el personal de Polygon la consideró como uno de los personajes femeninos de videojuegos más famosos, llamándola "inolvidable". Los escritores de GameSpot Steve Watts y Gabe Gurwin, mientras argumentaban que la Princesa Peach era la mujer más famosa en los videojuegos, sugirieron que Ms. Pac-Man era el único personaje con una fama similar. El personal de Esquire la clasificó como uno de los mejores personajes de videojuegos, destacando cómo su diseño y personalidad, así como la jugabilidad superior de su juego, la ayudaron a diferenciarse de Pac-Man como personaje. El escritor de Destructoid, Chris Moyse, criticó a Bandai Namco por eliminar a Ms. Pac-Man de ciertos relanzamientos y remakes de videojuegos, argumentando que estaban eliminando a un personaje femenino importante de la historia de los videojuegos. Consideraba que esto seguiría siendo así, creyendo que la decisión tenía motivaciones financieras. La escritora de Nintendo Life, Alana Hagues, se mostró igualmente decepcionada, pues sentía que Ms. Pac-Man había hecho apariciones icónicas en varios puntos de la serie.
La representación de Ms. Pac-Man como mujer ha sido objeto de comentarios y críticas. El escritor de Pop Matters, G. Christopher Williams, analizó la tendencia de los videojuegos a retratar "supuestos bastante tradicionales de las relaciones heterosexuales", específicamente la motivación principal de los hombres, que es perseguir a las mujeres. Argumentó que la relación entre Pac-Man y Ms. Pac-Man era tangencial a la premisa real del juego. La guionista de Kill Screen, Rachel Helps, analizó la tendencia a representar personajes femeninos rediseñando personajes masculinos con rasgos femeninos. Citó las opiniones del diseñador Anjin Anhut sobre la naturaleza problemática de hacer que lo masculino sea "predeterminado" y limitar los rasgos de apariencia femenina a las niñas, quien señaló cómo los personajes femeninos que tienen versiones masculinas derivadas era una rareza comparativa. Al discutir el diseño de la función de cambio de género en Shovel Knight, el desarrollador Yacht Club Games buscó evitar que estuvieran diseñados como Ms. Pac-Man, sintiendo que la idea de hacer que un personaje femenino fuera similar a un personaje masculino pero con un moño o un vestido sería regresivo. El columnista de The Guardian Charlie Brooker señaló cómo, mientras que Pac-Man no tenía identificadores masculinos explícitos en su diseño, Ms. Pac-Man tuvo que tener identificadores femeninos, como lápiz labial, un lunar y un moño. Comentó que, a pesar de que su interpretación posiblemente pareciera "condescendiente", era una representación más progresista que muchos personajes femeninos de principios de la década de 2010, argumentando específicamente que la industria tendía a representar a las mujeres como damiselas o hipersexualizadas.